# Haplothysanus polybothrus
Haplothysanus polybothrus är en mångfotingart som beskrevs av Carl Graf Attems 1909. Haplothysanus polybothrus ingår i släktet Haplothysanus och familjen Odontopygidae. Inga underarter finns listade i Catalogue of Life.